# Frostpunk 2
Frostpunk 2 ist eine Städtebausimulation, entwickelt und veröffentlicht von 11 Bit Studios. Frostpunk 2 spielt 30 Jahre nach dem Originalspiel und stellt die Spieler vor die Aufgabe, in einer fiktionalen Version des frühen 20. Jahrhunderts eine Stadt aufzubauen, zu leiten und dabei moralisch und politisch kontroverse Entscheidungen zu treffen, nachdem die Zivilisation durch einen vulkanischen Winter fast vollständig zerstört worden ist. Das Spiel wurde am 20. September 2024 für macOS und Microsoft Windows veröffentlicht, die Veröffentlichung für PlayStation 5 und Xbox Series XS ist für den 18. September 2025 geplant.

## Handlung
Im Jahr 1886 überlebt New London den „Großen Sturm“, der auf den Zusammenbruch des Britischen Reiches folgte, und gedeiht unter der Führung des „Kapitäns“. Nach 30 Jahren der Herrschaft liegt der Kapitän im Sterben, New London ist überfüllt und der Generator – die kohlebefeuerte Dampfmaschine, die die Stadt mit Wärme und Strom versorgt hat – versagt. In der Prologmission lässt sich eine Gruppe von Wanderern in den Überresten eines ölbefeuerten Dreadnought-Zugs nieder und nutzt dessen Ofen, um vor einem „Whiteout“-Sturm ein Lager aufzuschlagen. Danach machen sie sich auf die Suche nach New London. Inzwischen ist der Kapitän gestorben, und seine Getreuen haben einen neuen Anführer als Steward ernannt. Die erste Aufgabe des Stewards besteht darin, eine alternative Brennstoffquelle zu finden, da die Kohle knapp geworden ist. Spähtrupps in den Frostlanden finden den alten Dreadnought und seine intakten Treibstoffvorräte, und New London beginnt, den Generator auf den Betrieb mit Öl umzustellen. Die Bevölkerung beginnt, sich in Fraktionen aufzuteilen, die in einem neu gegründeten Rat um die Macht ringen. Nachdem New London den ersten „Whiteout“ mit seinen neuen Treibstoffreserven überlebt hat, muss der Steward in der zerstörten Stadt Winterhome, die kurz vor dem Großen Sturm gefallen ist, weitere Dampfkerne finden, um den Generator wieder instand zu setzen; alternativ kann die Entscheidung getroffen werden, Winterhome umzusiedeln. Die Spannungen zwischen den Fraktionen in der Stadt werden in jedem Fall zunehmen und schließlich in einen Bürgerkrieg münden. Die Handlungen des Stewards können darüber entscheiden, ob der Konflikt friedlich gelöst werden kann, die Verantwortlichen für den Krieg verbannt werden oder die Stadt selbst schließlich zusammenbricht.

## Spielprinzip
Wie sein Vorgänger ist auch Frostpunk 2 ein Städtebauspiel mit Survival-Fokus. Das Spiel spielt in New London im Jahr 1916, 30 Jahre nach dem „Großen Sturm“ des Originalspiels, und erforscht die Folgen des Aufkommens der Erdölindustrie. Der Spieler übernimmt die Rolle des neuen Stadtoberhauptes, „der Steward“, der den inzwischen verstorbenen „Captain“ (die Spielerfigur aus dem ersten Spiel) ersetzt. Die Stadt hat unter anderem mit Überbevölkerung, Nahrungsmittel- und Kohleknappheit zu kämpfen. Im Gegensatz zum Originalspiel können die Spieler in Frostpunk 2 eine viel größere Stadt bauen. Die Spieler können nun Bezirke anstelle von einzelnen Gebäuden errichten. Jeder Bezirk hat eine bestimmte Funktion, z. B. die Bereitstellung von Nahrung, Energie oder Unterkunft. Bestimmte Gebäude können in jedem Bezirk platziert werden, um zusätzliche Funktionen freizuschalten. Jeder Bezirk kostet die Spieler jedoch auch Ressourcen, und die Spieler müssen das Design ihrer Städte planen, bevor sie expandieren.
Während die Stadt expandiert, trifft der Spieler auf verschiedene Fraktionen, die oft gegensätzliche Ideale haben. Die Spieler können auf den Ideenbaum zugreifen, um neue Technologien zu erforschen. Der Ideenbaum ermöglicht es den Spielern, verschiedene Ideen zu erforschen, die von den verschiedenen Fraktionen des Spiels zur Lösung eines Problems vorgeschlagen werden. Die Annahme der Idee einer Fraktion kann andere Fraktionen und Gemeinschaften verärgern. Im Gegensatz zum ersten Spiel sind die Bürger von New London stärker in den politischen Entscheidungsprozess eingebunden. In der Ratshalle stimmen 100 Mitglieder der Gemeinschaft, die jeweils eine bestimmte Fraktion vertreten, über die vom Spieler vorgeschlagenen Gesetze ab. Die Spieler können mit verschiedenen Ratsmitgliedern verhandeln und müssen eine bestimmte Schwelle erreichen, bevor ein neues Gesetz verabschiedet werden kann – einfache Mehrheiten von 51 Stimmen für die meisten Gesetze und eine Zweidrittelmehrheit für alles, was dem Steward mehr Macht verleihen könnte (z. B. die Möglichkeit, dem Steward diktatorische Befugnisse zu verleihen, damit er der neue Hauptmann wird). Bei Verhandlungen müssen die Spieler jedoch bestimmte Versprechen für die Zukunft abgeben, und wenn sie diese nicht einhalten können, kann das eine bestimmte Fraktion noch mehr verärgern. Im Gegensatz zum Vorgängerspiel wird die Zeit im Spiel in Tagen und Wochen gemessen. Im Laufe des Spiels können sich innerhalb jeder Fraktion Radikale bilden, und die Spieler müssen versuchen, deren Einfluss entgegenzuwirken, damit die Stadt nicht im Chaos versinkt.
Neben der Hauptstory-Kampagne bietet das Spiel auch einen Sandbox-Modus namens „Utopia Builder“. Er erlaubt es den Spielern, die Startgemeinschaften und Fraktionen zu wählen. Das Team fügte hinzu, dass der Sandkastenmodus einen höheren Wiederspielwert haben wird als der des Originalspiels. Ein offizielles Mod-Tool namens FrostKit wird ebenfalls zum Start verfügbar sein.

## Entwicklung und Veröffentlichung
Wie schon das erste Spiel der Reihe wurde Frostpunk 2 von 11 Bit Studios entwickelt. Ein Team von etwa 70 Personen arbeitete an der Entwicklung und Produktion des Spiels. Während es im ersten Spiel darum ging, eine Apokalypse zu überstehen und zu überleben, ging es in der Fortsetzung eher darum, eine Stadt in Wohlstand zu halten, eine bessere Zukunft aufzubauen und sich an neue Herausforderungen und Umstände anzupassen. Laut Game Director Jakub Stokalski können extreme Temperaturen und andere Naturgefahren zwar immer noch zum Zusammenbruch einer Stadt führen, aber „das soziale Überleben ist noch wichtiger“ und wenn sich die Bevölkerung verändert und nicht in der Lage ist, die Forderungen verschiedener Fraktionen zu erfüllen, kann dies zu „Spannungen und Konflikten“ führen. Stokalski fügte hinzu: „In Frostpunk 2 geht es wirklich um die Beobachtung, dass wir uns nur bis zu einem gewissen Grad zusammentun können, um die vor uns liegenden Hindernisse zu überwinden, und dass der größte Feind letztlich immer die menschliche Natur ist“. Das Team ließ sich von Geschichten über Städte inspirieren, die nach einer schwierigen Zeit wieder aufgebaut werden.
11 Bit Studios kündigte Frostpunk 2 im August 2021 an. Frühe Vorschauen des Spiels enthüllten den Utopia-Modus, einen Sandbox-Baumodus, da das Studio davon ausging, dass dies das von der Community am meisten gewünschte Feature werden würde. Das Spiel sollte ursprünglich für Windows PC veröffentlicht werden, PlayStation 5 und Xbox Series X und Series S am 25. Juli 2024. Am 18. März 2024 kündigte das Team von 11 bit studios die Veröffentlichung einer Vorabversion des Spiels für Besitzer der Deluxe-Version an, die die Möglichkeit bietet, das Spiel vor dem Hauptveröffentlichungsdatum zu installieren und im Sandbox-Modus zu spielen. Später im Jahr, am 27. Juni, gaben die Spielentwickler bekannt, dass das Veröffentlichungsdatum auf den 20. September 2024 verschoben wurde, nachdem das Feedback des Early Access zu neuen Ergänzungen der Spielmechanik geführt hatte.

## Rezeption
Das Spiel erhielt überwiegend positive Rezensionen. Laut PC Games habe das Spiel fast nichts mehr mit dem Vorgänger gemein, was aber „fantastisch“ sei. Das Spiel punkte mit frischen Ideen und ausgeklügelten Mechaniken.

„Bildgewaltiger Survival-Aufbau-Mix zum Hände wärmen“

Laut dem Redakteur der englischsprachigen Website PC Gamer sei die Städtebausimulation nicht so befriedigend wie im Original, die Gesellschaftssimulation sei aber nach wie vor auf dem Punkt.
GameStar nannte Frostpunk 2 im Oktober 2024 auf Platz 3 der besten Aufbauspiele, hinter Anno 1800 und Die Siedler 2.